# Домантове (Чорнобильський район)
Домантове (також вживалося і як Домонтів, Довмонтів)  — колишнє село у Чорнобильському районі Київської області. Було відселене при створенні Київського водосховища.

## З історії
За даними праці «Уезды Киевский и Радомысльский» Лаврентія Похилевича (1887), «Довмонтів при Дніпрі за 12 верст на північ від Ротич. Через село лежить берегова літня дорога з Києва у Чорнобиль. Жителів обох статей 550, ревізьких 146, наділів 1346 десятин. Викуп платити 571 карбованець 45 копійок». Входило до складу Горностайпільської волості Радомисльського повіту.
За даними довідника «Список населенных мест Киевской губернии» (1900), «Село Домонтів (казенне). У ньому дворів 55, жителів обох статей - 626 осіб, із них чоловіків 313 і жінок - 313. Головне заняття жителів - хліборобство; окрім того населення займається грабарними роботами і сплавом лісу. Відстань від повітового міста до села - 129 верст, від найближчих: залізничної станції - 90 верст, пароплавної - 4 версти, поштово-телеграфної і поштової земської - 20 верст. Залізнична станція носить назву Київ, пароплавна Усть-Прип'ять. Поштово-телеграфна і поштова (земська) станції знаходяться у м. Горностайпіль. У селі є: 2 вітряні млини.
1919 року село у складі волості увійшло до складу нового Чорнобильського повіту. З 1923 року входило до Чорнобильського району як центр Домантівської сільської ради. Сільській раді підпорядковувалося також село Городище.
Станом на 1926 рік у селі Домантове було 180 селянських господарств та 2 господарства іншого типу — усього 182 господарства. У селі проживало 433 чоловіків і 405 жінки, разом населення становило 838 осіб, з них 836 — українці та 2 — євреї.

6 квітня 1964 р. прийнято рішення виконавчого комітету Київської обласної ради депутатів трудящих №196 ― Про адміністративно-територіальні зміни в окремих районах області, відповідно до якого виключено із облікових даних село Домантове Домантівської сільради Чорнобильського району
На відміну від більшості інших сіл, відселених у зв'язку зі створенням Київського водосховища, територія колишнього села Домантове не затоплена.